# آنتونی دنیسن
آنتونی دنیسن (انگلیسی: Anthony Denison؛ زادهٔ ۲۰ سپتامبر ۱۹۴۹) یک هنرپیشه اهل ایالات متحده آمریکا است. وی از سال ۱۹۸۲ میلادی تاکنون مشغول فعالیت بوده‌است.

## گزیده فیلمشناسی
از فیلم‌ها یا برنامه‌های تلویزیونی که وی در آن نقش داشته‌است می‌توان به آثار زیر اشاره کرد.
- شهر امید (۱۹۹۱)
- خفه‌کننده (۲۰۰۵)
- کارلا (فیلم) (۲۰۰۶)
- فرار از زندان (مجموعه تلویزیونی) (۲۰۰۵–۰۹)
- مرد پیتزایی (فیلم ۲۰۱۱) (۲۰۱۱)